# Portada/article febrer 23

## Drosera regia
Drosera regia és una espècie de planta carnívora del gènere Drosera, que és endèmica d'una única vall de Sud-àfrica. El nom de dròsera prové de la paraula grega droseros, que significa "coberta de rosada". L'epítet específic regia és una paraula llatina que significa "reial", una referència a l'"aparença majestuosa" de la planta. Les fulles poden arribar a mesurar 70 centímetres de llarg. Posseeix nombroses característiques primitives que no s'observen en altres espècies de dròseres, com són rizomes llenyosos, pol·len operculat i la manca d'una vernació. Tots aquests factors, combinats amb la informació molecular que aporta l'anàlisi filogenètica, confirma que D. regia presenta algunes de les característiques més primitives del gènere.